# Gournia

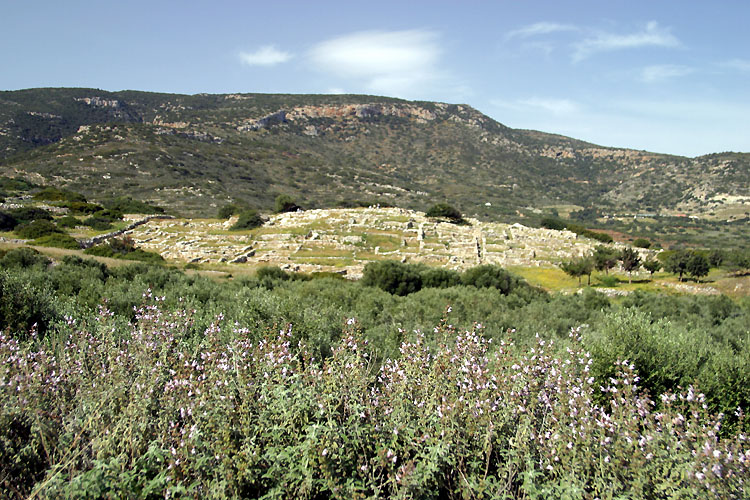
Utsikt över Gournias ruiner

Gournia var en antik hamnstad från minoisk tid på norra Kreta nära Agios Nikolaos.

## Historia
Gournia grundades under den yngre palatstiden (ca 2000-1700 f.Kr.), enligt vissa källor omkring år 2700 f.Kr., av minoerna.
Staden var strategiskt belägen där den kontrollerade vägarna mellan västra Kreta, halvön i öster och den smala landremsan söder om Merabelloubukten. Stadens rikedom byggde förmodligen till stor del på handel.
Omkring år 1450 f.Kr. förstördes Gournia. Om det var till följd av en flodvåg efter ett vulkanutbrott eller en jordbävning är okänt. Omkring år 1200 f.Kr. förstördes staden slutgiltigt och övergavs. Husgrunderna, som bevarats, är ungefär midjehöga.

## Utgrävningar
I början av 1900-talet grävdes staden ut av den amerikanska arkeologen Harriet Boyd Hawes. Den är en av de bäst utgrävda minoiska städerna. Stadens totala yta tros uppgå till omkring fem hektar, varav hälften frilagts. Mer än 60 hus och en offentlig byggnad har påträffats.